# Nina Lykke
Nina Lykke (født 1949 i København) er en dansk kønsforsker. Hun er kendt for sin forskning indenfor feministisk teori, intersektionalitet og kulturstudier, og er én af de mest citerede kønsforskere i Norden. Hun er professor i kønsforskning ved Linköpings universitet i Sverige.
Lykke blev mag.art. i litteraturvidenskab ved Københavns Universitet i 1981 og dr.phil. i kønsforskning ved Odense Universitet i 1992. mellem 1984 og 1999 var hun den første chef for Center for Kvinde- og Kønsstudier ved Syddansk Universitet. I 1999 blev hun professor ved Linköpings universitet, der hun i 2008 blev "Distinguished Professor."
Hun blev i 2016 æresdoktor ved Karlstads universitet.